# Susan Sloan
Susan Estelle Sloan (Stettler, 5 aprile 1958) è un'ex nuotatrice canadese.

## Carriera
Ha fatto parte della staffetta che ha vinto la medaglia di bronzo nella 4x100m misti alle Olimpiadi di Montréal 1976.

## Palmarès
- Giochi Olimpici

Montréal 1976: bronzo nella 4x100m misti.
- Mondiali

Belgrado 1973: bronzo nella 4x100m stile libero.